# Le Tremblois
Le Tremblois é uma comuna francesa na região administrativa de Borgonha-Franco-Condado, no departamento de Alto Sona. Estende-se por uma área de 5,49 km². Em 2010 a comuna tinha 176 habitantes (densidade: 32,1 hab./km²).